# La vida moderna
La vida moderna era un programa de ràdio espanyol d'humor satíric i irònic, que s'emetia de dilluns a dijous a la nit en la Cadena SER (a les 4h de la matinada) i també està disponible en vídeo en YouTube (a les 20h). Es presentava i dirigia per David Broncano i copresentat per Ignatius Farray i Quequé. El 2018 va ser guardonat amb el Premi Ondas en la categoria de «Millor programa de ràdio». Es va deixar d'emetre l'1 de juny de 2022, en el programa 1000.

## Història
El programa va començar a l'estiu de 2014 com a programa especial, per a uns mesos. Després va passar a ser un programa setmanal al costat de la resta de Oh! My LOL en la Cadena SER.
Al setembre de 2016, La vida moderna va començar una nova etapa situant-se com a programa diari de la cadena i mantenint la seva durada de 30 minuts en antena i al seu torn emetent-se a YouTube totes les tardes.
A partir de 2016, i ja en la seva tercera temporada, es va emportar el programa radiofònic als teatres en forma de monòlegs còmics, compartint mateix estil i referències humorístiques. A aquest nou projecte en paral·lel se li va donar el nom de "La Vida Moderna Live Show" i és habitualment promocionat en el seu homòleg radiofònic.
La seva sisena temporada va començar al setembre de 2019 i, després d'una baixada considerable d'audiència registrat en el EGM de novembre, els presentadors van anunciar la seva dimissió, portant a especulacions sobre si era el final definitiu del programa o tot era part d'una broma. Després d'una setmana, en la qual només van gravar compromisos publicitaris, van anunciar la continuïtat de l'espai.

## Temporades
| Temporada | Temporada | Episodis | Episodis | Emissió original      | Emissió original     |  |
| Temporada | Temporada | Episodis | Episodis | Primera emissió       | Darrera emissió      |  |
| --------- | --------- | -------- | -------- | --------------------- | -------------------- |  |
|           | 1         | 17       | 17       | 2014                  | 2015                 |  |
|           | 2         | 46       | 46       | 2 de setembre de 2015 | 19 de juliol de 2016 |  |
|           | 3         | 170      | 170      | 5 de setembre de 2016 | 13 de juliol de 2017 |  |
|           | 4         | 168      | 168      | 4 de setembre de 2017 | 12 de juliol de 2018 |  |
|           | 5         | 168      | 168      | 3 de setembre de 2018 | 11 de juliol de 2019 |  |
|           | 6         | 163      | 163      | 2 de setembre de 2019 |                      |  |
|           | 7         | 158      | 158      | 1 de setembre de 2020 |                      |  |
|           | 8         | 104      | 104      |                       |                      |  |

## Seccions

### Habituals
- Entrada del programa i "Los monólogo de Broncano". Sintonia: "Pressure and Time" de Rival Sons.
- La secció d'en Quequé té com a entrada, aquesta frase: "Hola, ¿cómo están? Soy Mimí Milata de "Mi vida en un dulce" y el día de hoy vamos a aprender a hacer un riquísimo queque de zanahoria." Altres capçaleres: "Hola. Buenas noches. Le atiende Don Héctor." Sintonia: "When Electricity Came To Arkansas" de Black Oak Arkansas.
- La secció d'en Ignatius té com a entrada, aquesta frase: ”You lift my heart up when the rest of me is down”. I altres capçaleres com: “Hola. Buenas noches. Aquí Don Juan Ignacio”. Sintonía: "Amos Moses" de Jerry Reed.
- “A pijo sacao”. Es comenten improvisadament les notícies que va traient la pròpia Cadena Ser durant el rodatge del programa. Sintonia: "La Grange" de ZZ Top.
- “Pídeselo a Quequé”. El públic fa peticions al col·laborador Quequé. Sintonia: "The Next Episode" de Dr. Dre.
- “La promoció”. Es l'apartat on anuncien les pròximes actuacions de la gira: bolos o espectacles teatral de La vida moderna Live Show on hi participen els tres presentadors a una gira per diversos teatres i locals d'Espanya (a excepció d'un a Dublin).
- “El braserillo”. Secció que se fa al programa dels dijous substituint el monòleg de David Broncano en el qual els tres presentadors fan un breu repàs a l'actualitat de la semana, comentant les notícies que proposa el propi presentador.

### Esporàdiques
- "La review"
- "La indignació"
- "El ocio"
- "Y qué hay en Ifema"
- "What a time to be alive"
- "El 'Rancius' "
- "Mimimimimimimimi"
- "Nos han traído una cosa"
- "El castellano (fallecida)"
- "Lucha canaria en vivo"
- "Grandes respuestas"
- "Moviendo papeles". Sintonía: "What Lovers Do" de Maroon 5 i SZA.
- "Cómo hemos cambiado"

### Esporàdiques (menys freqüents)
- "Menú del día"
- "Lo rural". Presentada per Pedro Lucha des d'Orcera, poble d'on és David Broncano. Sintonia: Baby's on fire de Die Antwoord
- "Nos han dado un CD por la calle"
- "Entrevistas"
- "El fitness"
- "A pijo sacao estío"
- "Donald Trump"
- "Gente que se flipa"
- "El grito cabrero"
- "El sector primario". Sintonia:Day-O (Banana Boat Song)" de Harry Belafonte
- "El viaje de la vida"
- "Los toros"
- "Lo millennial"
- "El amoche"
- "La excomunió"
- "Lo industrial"
- "La ingeniería". Sintonia: "Du hast" de Rammstein
- "Cómo hemos cambiado". Sintonia: "Changes (canción de David Bowie)
- "Las gentes"
- "La familia". Sintonia: "Lady Madonna" de The Beatles
- "El compromís"
- "Que venga un facha"
- "Los ricos"
- "La conjunción copulativa"
- "Las pajas"
- "No nos traigáis más cosas franquistas"
- "Los Borbones". Sintonia: "Woke Up This Morning", sintonia de Los Soprano, de Alabama 3
- "Poniendo la lavadora"
- "La rondita"
- "¿Y si lo dejamos?"
- "Anaximandro"
- "Todo mal"
- "Llamadas al azar" ("Mamadas al azar")
- "Quequé Ferreras" (en alusión a Antonio García Ferreras)
- "Nos estamos flipando"

## Equip del programa
- David Broncano: presentador i director.
- Ignatius Farray: presentador i codirector.
- Quequé: presentador i codirector.
- Jorge "Coke" Peinado: tècnic de so.
- Álex Pinacho: productor i xarxes socials.
- Pablo Palacios: realització audiovisual.
- Bea Polo: realització audiovisual.

## Premis
| Premis Ondas | Premis Ondas             | Premis Ondas | Premis Ondas | Premis Ondas |
| Any          | Categoria                | Resultat     | Ref.         |              |
| ------------ | ------------------------ | ------------ | ------------ | ------------ |
| 2018         | Millor programa de Ràdio | Guanyador    | [ 7 ]        |              |